# This Ole House
"This Ole House" är en popsång skriven av Stuart Hamblen och ursprungligen publicerad 1954. Rosemary Clooneys version toppade Billboardlistan 1954. I mars 1981 var en inspelning av Shakin' Stevens singeletta i Storbritannien.
"This Ole House" spelades in på svenska av Olle Helander 1954 under titeln "Min idol" av Ulla Britt Söderström, Jørgen Ingmann och Birthe Buch, och utgavs på skiva i december 1954. 1955 utkom Cacka Israelssons, Brita Borgs och Oscar Rundqvists inspelningar.
En annan text på svenska skrevs av Olle Adolphson, och hette "Trettifyran", en humoristisk protestsång mot rivningsraseriet i Sveriges städer under 1950- och 60-talen, och framfördes då av Per Myrberg i en inspelning som låg på Svensktoppen i 39 veckor, under perioden 26 juni 1964–27 mars 1965, bland annat som etta. 
Sången har också spelats in av svenska dansband som Thorleifs (1981) och Ingmar Nordströms (1988), av Eddie Meduza (1981), av Nisse Hellberg (2006) och Drifters (1993 och 2008) samt Sten & Stanley (2009). I Dansbandskampen 2009 framfördes låten (som "34:an") av Spootlajtz.
Den 14 juni 1981 återkom låten på Svensktoppen, då i Tonix inspelning.

## Publikation
- Barnens svenska sångbok (svenska), 1999, under rubriken "Gladsång och poplåt".